# Велотрек

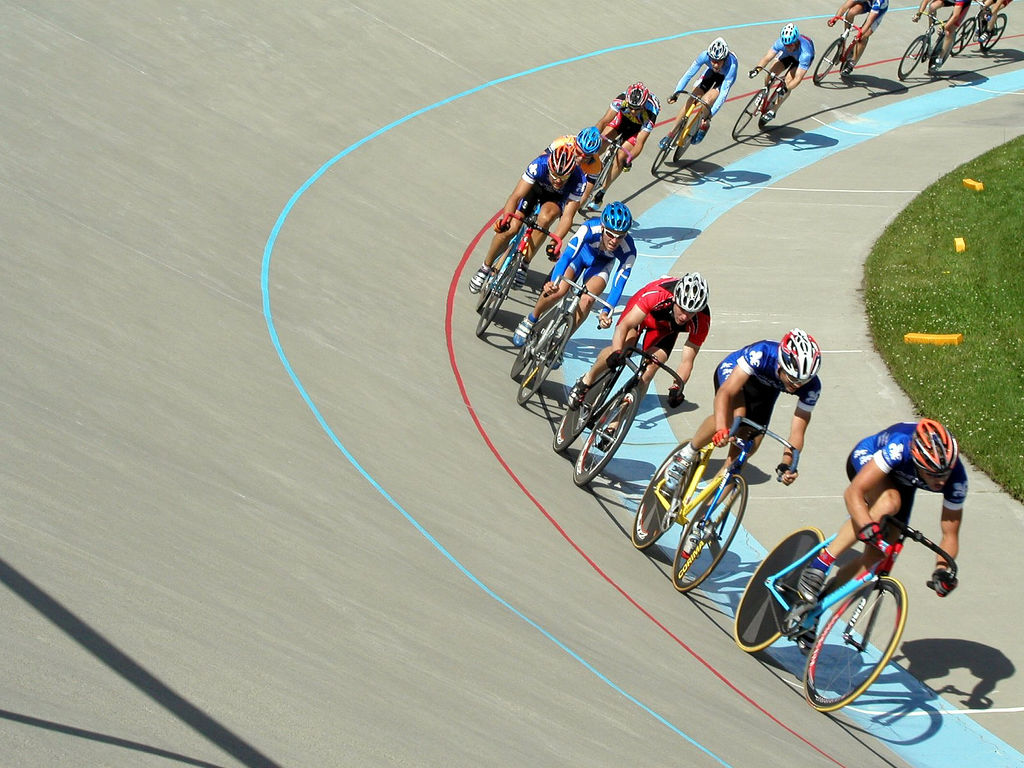
Часть трека, поворот.

Велотре́к (от вело(сипед) и англ. track — след, путь) —- замкнутое овальное кольцо (трек) для тренировок и соревнований по велосипедному спорту (в основном, велотрековым гонкам). Велотрек с трибунами и вспомогательными помещениями называется велодро́мом (от греч. drómos — бег, место для состязаний). Может быть как открытым, так и закрытым.
Трек имеет деревянное или бетонное покрытие. Длина покрытия от 133 до 500 метров (Чемпионаты мира и Олимпийские игры проводятся на треках длиной 250 метров). Для удобства велогонщиков, трек имеет наклон 42° на поворотах и 12,5° на прямых участках. Ширина трека должна быть не менее 5 метров (7 метров для проведения крупных соревнований) и быть на всех участках одинаковой. Разметка, наносимая на трек, должна иметь контрастную расцветку. Движение по велотреку всегда осуществляется против часовой стрелки.

## Разметка велотрека

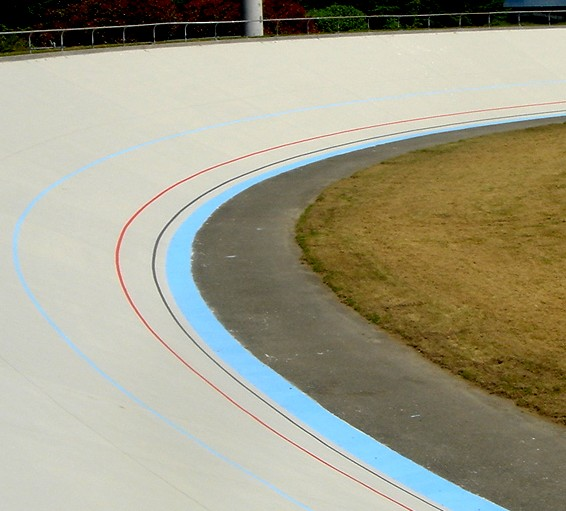
Продольная разметка, нанесенная на велотрек. Справа налево: «лазурный берег», измерительная, спринтерская и стайерская линии.

### Продольная разметка
«Лазурный берег» (англ. blue band, фр. côte d'azur) — это голубая полоса, наносимая по всей внутренней кромке трека. Ширина полосы составляет минимум 10% от всей ширины трека. Согласно правилам UCI, её характеристики должны соответствовать характеристикам всей остальной поверхности трека.
За исключением гонщиков, поднимающихся на полотно трека, на «лазурном берегу» не может находиться никакое лицо или объект, когда на полотне трека находится один или более гонщиков.
Измерительная линия — продольная линия шириной 5 см, наносимая на расстоянии 20 см от внутренней бровки (границы) полотна трека. Измерение длины велотрека производится по внутренней кромке данной линии.
Измерительная линия должна повторяться через каждые 10 метров по ширине велотрека.
Цвет линии:
- черный — на светлом фоне;
- белый — на темном фоне.

Спринтерская линия — продольная линия красного цвета. Расстояние от внутреннего края полотна велотрека до внутренней кромки линии составляет 85 сантиметров.
Спринтерский коридор — часть полотна велотрека, ограниченная измерительной и спринтерской линиями.
Стайерская линия — продольная линия голубого цвета. имеющая ширину 5 см. Расстояние от внутренней бровки полотна велотрека до стайерской линии должно равняться 1/3 ширины полотна трека, но не менее 2,45 метров.

### Поперечная разметка
Поперечная разметка наносится перпендикулярно направлению движения.
Финишная линия наносится в конце одного из прямых участков, за несколько метров до входа в вираж. Она представляет собой белую полосу шириной 72 см с черной линией посередине шириной 4 см.
Линия 200 метров — белая линия шириной 4 см, наносимая за 200 метров до финишной линии. В соревнованиях по спринту время засекается после пересечения этой линии.
Линии гонки преследования — две красные линии шириной 4 см, наносимые точно напротив друг друга в середине каждого из прямых участков трека. Они служат линиями финиша в гонках преследования.

## Велотреки России
В настоящий момент Россия имеет три крытых велосипедных трека, соответствующих всем требованиям международных соревнований: «Крылатское» (Москва), «Локосфинкс» (Санкт-Петербург), «Омский велотрек» (Омск). В рамках федеральной целевой программы «Развитие физической культуры и спорта в РФ на 2006—2015 гг», планируется ввести в строй велотрек в Туле, Екатеринбурге, Самаре.
Также Федерация для проведения различных всероссийских соревнований использует 4 открытых трека:
Тульский велотрек, Тула — самое старое спортивное сооружение в России (1896 год постройки);
Велотрек «Сатурн», Пенза
Ярославский велотрек, Ярославль
Велотрек «Локомотив», Ростов-на-Дону